# Saint-Ouen-Marchefroy
Saint-Ouen-Marchefroy – miejscowość i gmina we Francji, w Regionie Centralnym, w departamencie Eure-et-Loir.
Według danych na rok 1990 gminę zamieszkiwało 311 osób, a gęstość zaludnienia wynosiła 34 osoby/km² (wśród 1842 gmin Regionu Centralnego Saint-Ouen-Marchefroy plasuje się na 830. miejscu pod względem liczby ludności, natomiast pod względem powierzchni na miejscu 1195.).